# Сухая Балка (Николаевский район)
Сухая Балка (укр. Суха Балка) — село в Николаевском районе Николаевской области Украины.
Население по переписи 2001 года составляло 111 человек. Почтовый индекс — 57104. Телефонный код — 512.

## История
В 1946 году указом ПВС УССР хутор Джон Рид переименован в Сухую Балку.

## Местный совет
57104, Николаевская обл., Николаевский р-н, с. Ясная Поляна, переул. Центральный, 3, тел. 38-96-37